# Nernier
Nernier település Franciaországban, Haute-Savoie megyében. Lakosainak száma 424 fő (2022. január 1.). Nernier Messery és Yvoire községekkel határos.

## Népesség
A település népességének változása:
| Lakosok száma | 476  | 409  | 389  | 380  | 376  | 378  | 398  | 411  | 424  |
|               | 2013 | 2015 | 2016 | 2017 | 2018 | 2019 | 2020 | 2021 | 2022 |